# Jan Karger
Jan Karger (* 20. září 1940 Praha) je československý a český trenér a funkcionář basketbalu. Na Fakultě tělesné výchovy a sportu (FTVS) byl od roku 1962 odborný asistent, ale v roce 1970 z politických důvodů dostal výpověď. V letech 1971 až 1989 byl zaměstnán na Středisku vrcholového sportu Ministerstva školství mládeže a tělovýchovy a to do roku 1984 jako trenér a do roku 1989 zástupce ředitele. Zpět na FTVS nastoupil po rehabilitaci v roce 1990. Na FTVS byl děkanem fakulty v letech 1996–2002 a proděkanem fakulty v letech 1990–1996 a 2003–2006. Byl členem Rady tělesné výchovy a sportu při Ministerstvu školství, mládeže a tělovýchovy ČR (poradní orgán ministra). Od roku 2007 do roku 2010 byl ředitelem Školícího centra při ČSTV. Pak se vrátil zpět na FTVS jako pracovník děkanátu.

## Sportovní kariéra
V letech 1988–1992 byl členem výboru Basketbalového svazu ÚV ČSTV, 1990–1993 místopředsedou Československé basketbalové federace a 1990–1994 předsedou České basketbalové federace. Členem Českého olympijského výboru byl v letech 1990–1994.
V basketbalovém reprezentačním družstvu Československa v letech 1965 až 1983 byl asistentem trenéra, v letech 1984 až 1988 trenérem reprezentačního družstva a má významný podíl na dosažených sportovních výsledcích. Zúčastnil se kvalifikace na Olympijské hry 1988 (Kuala Lumpur, Malajzie) – 5. místo, Olympijských her 1988 (Soul, Jižní Korea) – 8. místo, dvou Mistrovství světa 1967 Praha – 3. místo a 1986 Moskva – 4. místo, šesti Mistrovství Evropy 1966, 1968, 1976, 1983, 1985, 1987, na nichž získal dvě stříbrné medaile za druhá místa na ME v letech 1966 a 1976 a bronzovou medaili za třetí místo na MS 1967.
V roce 1993 byl trenérem basketbalové reprezentace Německa (3. místo na Univerziádě v Buffalo, vítěz Baltica Cup). V roce 1997 byl trenérem reprezentačním družstva žen České republiky se kterým skončil na 9. místě na Mistrovství Evropy v 1997 v Maďarsku.
Celkem 20 sezón (1964–1984) byl úspěšným trenérem ligového družstva žen Slavia VŠ Praha se kterým v 1. lize basketbalu žen získal pět titulů mistra Československa (1970, 1973, 1981–1984), čtyři druhá místa (1970–1972, 1975, 1981) a pět třetích míst (1967–1969, 1974, 1978–1980).
Ve čtyřech ročnících Poháru mistrů Evropských zemí v basketbale žen dovedl družstvo žen Slavia VŠ Praha do semifinále v roce 1974 a třikrát do čtvrtfinále (1971, 1974, 1983). V osmi ročnících Poháru vítězů pohárů a poháru Ronchetti v basketbale žen s družstvem Slavia VŠ Praha získal vítězství v poháru v roce 1976, 2. místo v roce 1973, dvakrát účast v semifinále 1977 a 1981 a třikrát ve čtvrtfinále (1975, 1979, 1981).
 )
Mezi opory družstva Slavia VŠ Praha patřily československé reprezentantky, například Milena Jindrová, Hana Zarevúcká, Alena Spejchalová, Anna Součková-Kozmanová, Martina Balaštíková-Babková, Ivana Nováková-Kotíková.

## Sportovní statistiky

### Trenér klubu
- 1964–1984 (20 sezón) Slavia VŠ Praha – 20 ročníků československé basketbalové ligy žen a 14 medailových umístění
  - 5× mistr Československa (1970, 1973, 1981–1984), 4× vicemistr (1970–1972, 1975, 1981), 5× 3. místo (1967–1969, 1974, 1978–1980), 1× 4. (1978), 3× 5. (1965, 1975–1977), 6. (1967), 7. (1966)
- Pohár mistrů Evropských zemí v basketbale žen – 4 ročníky
  - 1983/84 (6 zápasů 4 vítězství – 2 porážky) v semifinále vyřazení od Levski Spartak Sofia (Bulharsko)
  - 3× čtvrtfinále: 1970/71 (6 2-1-3), 1973/74 (8 3-5), 1982/83 (8 5-3)
- Pohár vítězů pohárů a pohár Ronchetti v basketbale žen – 8 ročníků
  - 1975/76 (8 6-2) vítěz ve finále nad Industromontáža Záhřeb (Jugoslávie)
  - 1972/73 (10 5-5) prohra ve finále – vítěz Spartak Leningrad
  - 2× semifinále 1976/77 (6 5-1) a 1980/81 (8 5-3), 3× čtvrtfinále 1974/75 (8 5-3), 1978/79 (6 2-4) a 1980/81 (4 3-1), 1× 1. kolo 1977/78 (2 1-1)

### Reprezentační družstva
- Československo – trenér resp. asistent trenéra – 9 soutěží, 3 medailová umístění
  - Olympijské hry kvalifikace 1988 (Kuala Lumpur, Malajzie) 5. místo, 1988 olympijské hry (Soul, Jižní Korea) 8. místo
  - Mistrovství světa: 1967 (Praha) 3. místo, 1986 (Moskva) 4. místo
  - Mistrovství Evropy: 1962 (Mulhouse, Francie) 2. místo, 1968 (Messina, Itálie) 9. místo, 1976 (Clermont Ferrand, Francie) 2. místo, 1983 (Budapešť, Maďarsko) 6. místo, 1985 (Treviso, Itálie) 4. místo, 1987 (Cadiz, Španělsko) 4. místo, celkem 6× ME, 2× 2. místo (vicemistr Evropy)
- Česko – trenér – 1 soutěž
  - Mistrovství Evropy: 1997 (Budaperšt, Maďarsko) 9. místo

## Sportovní a pedagogické funkce
- 1988–1990 Basketbalový svaz ÚV ČSTV – člen výboru
- 1990–1993 Československá basketbalová federace – místopředseda
- 1990–1994 Česká basketbalová federace – předseda
- Fakulta tělesné výchovy a sportu – 1996–2002 děkan fakulty, 1990–1996 a 2003–2006 proděkan
- Rada tělesné výchovy a sportu při Ministerstvu školství, mládeže a tělovýchovy ČR, poradní orgán ministra